# Frontera entre el Regne Unit i Noruega
La frontera entre el Regne Unit i Noruega és una frontera internacional íntegrament marítima que separa el Regne Unit i Noruega i se situa al Mar del Nord. Després de l'afer de la pesca noruega del 18 de desembre de 1951, la Cort Internacional de Justícia va dictaminar que la fixació de l'amplitud del mar territorial a una distància de 3 milles no era una regla consuetudinària oposable a Noruega; aquest últim sempre ha protestat contra qualsevol intent d'aplicar-lo a la costa noruega. El 12 de juliol de 1935, el Reial decret noruec va delinear la zona de pesca noruega al nord de la latitud 66° 28.8' N, i segons el decret, aquesta zona tindria quatre milles d'ample, mesurada a partir de les línies de base. directament traçades entre els punts més destacats de la costa noruega, així com illes i illots formant el Skaergaard.
En març de 1965 es va formalitzar un acord amb una línia de demarcació en 8 punts
- Punt 1. 56° 05' 12" N., 3° 15' 00" E.
- Punt 2. 56° 35' 42" N., 2° 36' 48" E.
- Punt 3. 57° 54' 18" N., 1° 57' 54" E.
- Punt 4. 58° 25' 48" N., 1° 29' 00" E.
- Punt 5. 59° 17' 24" N., 1° 42' 42" E.
- Punt 6. 59° 53' 48" N., 2° 04' 36" E.
- Punt 7. 61° 21' 24" N., 1° 47' 24" E.
- Punt 8. 61° 44' 12" N., 1° 33' 36" E.

El 10 de maig de 1976 es va signar un acord per tal d'explotar el jaciment de gas de Frigg i del transport del gas al Regne Unit.